# لیام اوبراین
لیام اوبراین (انگلیسی: Liam O'Brien؛ ‏ ۷ مارس ۱۹۱۳ – ۲۴ مارس ۱۹۹۶) فیلم‌نامه‌نویس و تهیه‌کننده تلویزیونی اهل ایالات متحده آمریکا بود.
از فیلم‌هایی که وی در آن‌ها نقش داشته‌است، می‌توان به داماد وارد می‌شود، شیطان در ساعت ۴ و بندباز اشاره نمود.